# Belier

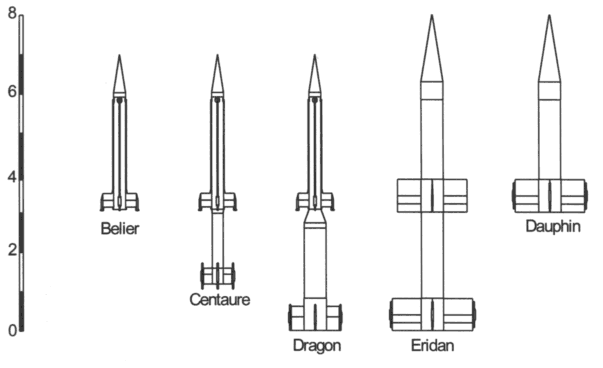
Řada francouzských sondážních raket

Belier [béljé, beran] byla francouzská sondážní raketa na pevná paliva. Z ní vznikla celá řada raket jako byly Belier, Centaure, Dragon, Dauphin a Eridan.
Na trh byla uvedena v letech 1961 až 1970 ve třech verzích. Startovala z kosmodromu Hammaguir v Alžírsku, z vojenského prostoru Salto di Quirra na Sardinii a na ostrově Levant v Hayérském souostroví u jižního pobřeží Francie a také z francouzského kosmického střediska Kourou. V roce 1966 bylo startovacím místem také Koroni v Řecku.
Raketa byla používána i jako horní stupeň jiných francouzských sondážních raket.

## Belier I
- Užitečné zatížení: 30 kg
- Výška vrcholu: 80 km
- Počáteční tah: 20,00 kN
- Vzletová hmotnost: 313 kg
- Průměr: 0,31 m
- Délka: 4,01 m
- Rozpětí žeber: 0,78 m

## Belier II
- Užitečné zatížení: 30 kg
- Výška vrcholu: 130 km
- Počáteční tah: 21,50 kN
- Vzletová hmotnost: 352 kg
- Průměr: 0,31 m
- Délka: 5,90 m
- Rozpětí žeber: 0,78 m